# Rudolf Wessely
Rudolf Wessely (Wenen, 19 januari 1925 – München, 25 april 2016) was een Oostenrijks acteur.

## Levensloop en carrière
Wessely werd geboren in Wenen. Hij studeerde aan het Max Reinhardt-seminarie in Wenen. Hierna speelde hij vooral in het theater. Vanaf 1950 was hij vooral in Duitsland actief. Tussen 1966 en 2010 acteerde hij ook in films. Hij speelde ook gastrollen in Der Alte, Tatort en Derrick.
Wessely overleed in 2016 op 91-jarige leeftijd.
- Gemeinsame Normdatei: 122495403
- International Standard Name Identifier: 0000 0001 1474 5407
- Library of Congress Control Number: no2003012070
- Nationale Bibliotheek van Tsjechië: pna2010574398
- Nationale Bibliotheek van Israël: 987007431715305171
- Theaterlexikon der Schweiz: Rudolf_Wessely
- Virtual International Authority File: 71072719
- WorldCat: E39PBJfh8GxvTVMVQqhJGMqG73